# 森越站
森越站（日语：／ Morikoshi eki */?）是位於北海道上磯郡知内町字森越的北海道旅客鐵道（JR北海道）松前線的鐵路站。在1988年停用。

## 車站構造
- 單式月台1面1線，不可列車交會。
- 無人站。

## 車站週邊
- 國道228號
- 知内町立中之川小學
- 函館巴士「森越」停車站

## 历史
- 1937年（昭和12年）10月12日 - 開設為日本國有鐵道之車站。一般站。
- 1969年（昭和44年）10月1日 - 行李起卸服務停止。
- 1970年（昭和45年）12月12日 - 貨物起卸服務停止。成為無人站。
- 1987年（昭和62年）4月1日 - 因國鐵分割民營化，本站成為北海道旅客鐵道的車站。
- 1988年（昭和63年）2月1日 - 松前線停運，本站也成為廢站。

## 相鄰車站
北海道旅客鐵道
松前線
木古內－森越－渡島知內

## 相關項目
- 日本鐵路車站列表